# Žehuňský rybník
Žehuňský rybník je největší rybník ve Středočeském kraji a devátý největší v Česku. Nachází se v okrese Kolín ve správních územích obcí Žehuň a Choťovice na řece Cidlině. Rybník leží v nadmořské výšce 204 metrů a vodní plocha měří 258 hektarů. Svou délkou 5,5 kilometru je jeden z nejdelších rybníků v Česku. Dosahuje hloubky až šest metrů. Zemní hráz je sedm metrů vysoká a v koruně 870 metrů dlouhá. Západní břeh rybníka je v kontaktu s domovní zástavbou obce Žehuň, jihovýchodní břeh se dotýká domů v obci Choťovice.
Žehuňský rybník je s přilehlými loukami a mokřady v nivě Cidlinybřehy chráněn jako národní přírodní památka. V letech 1999–2006 byl součástí národní přírodní rezervace Žehuňský rybník a Žehuňská obora. Národní přírodní památka je součástí ptačí oblasti Žehuňský rybník – Obora Kněžičky.

## Historie

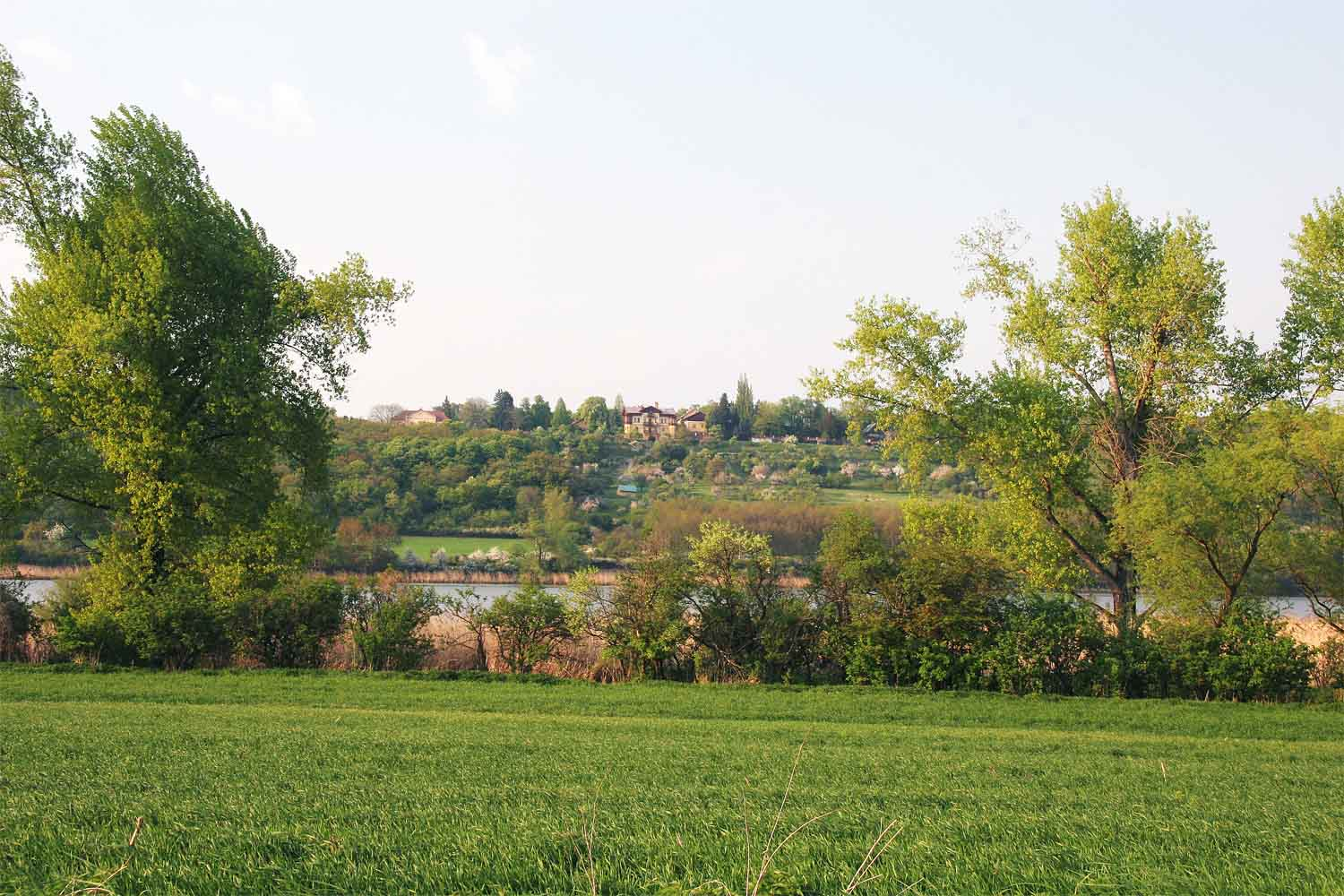
Žehuňský rybník

Žehuňský rybník je odvážné dílo, které odráží sebevědomí svého stavitele Vladislava II. Jagellonského. Ten nechal v letech 1492 až 1497 přehradit tok řeky Cidliny, a vytvořit tak rozlehlý rybník, největší v dnešním Středočeském kraji. Vybudováním rybníka došlo k částečnému zaplavení tehdy frekventované stezky z Prahy do Kladska.
K rybníku se dochovala řada písemných zpráv, například z roku 1553, kdy královský dvůr požadoval dodávku dvou vozů kaprů a půl kopy štik. V roce 1556 oznámil hejtman, že zbraně z chobotu rybníka mají se po výlovu opravit. Zbraní je tu myšleno zařízení zabraňující úniku ryb proti proudu. Podle tohoto zařízení byla pojmenována vesnice Zbraň. U ní přitékající vodu z Cidliny ovládá napouštěcí objekt s dvojicí stavidel a odlehčovacím jezem.
Rybník byl poničen povodněmi v letech 1845, 1846, 1862, 1865 a 1891. A tak byla v padesátých letech 20. století přestavěna a zesílena hráz. Původní rozloha byla zmenšena, a tím posílena retenční funkce rybníka. Na stavbě jeho hráze se podílel Jakub Krčín z Jelčan, který později vybudoval řadu jihočeských rybníků.
Rybník se využívá k dodávce vody pro závlahy, pro ochranu před povodněmi a k chovu ryb (Rybářství Chlumec nad Cidlinou). Nezapomíná se ani na rekreanty, kteří zde mohou provozovat téměř všechny druhy vodních sportů včetně plachtění. Rybník je přístupný z jižní strany silnicí Dobšice – Žiželice a na západní straně silnicí Dlouhopolsko – Žehuň.

## Přírodní poměry
Chráněné území s rozlohou 301,6 hektaru leží v katastrálních územích Choťovice, Končice a Žehuň v okrese Kolín. Nachází se ve Východolabské tabuli v nadmořské výšce 202–206 metrů.
Rybník je silně eutrofní a negativně ovlivněný chovem ryb a je z tohoto důvodu téměř bez litorální vegetace s výjimkou rákosin. Bohatší porosty litorální vegetace lze najít především v přítokové části.

### Květena
Významné jsou především porosty vodních a bažinných rostlin. Vodní makrovegetaci rybničního sublitorálu zde představují v první řadě nápadné porosty stulíku žlutého (Nuphar lutea), nejlépe vyvinuté v oblasti ústí Cidliny do rybníka. Z dalších zde zjištěných druhů volné vody stojí za řeč řečanka přímořská (Najas marina).
Místní litorály jsou z naprosté většiny tvořeny rákosinami. V jejich kompaktních porostech lze místy narazit na floristicky zajímavější druhy jako puškvorec obecný (Acorus calamus), sevlák širolistý (Sium latifolium), řeřišnice bahenní (Cardamine dentata) a v bezděkovské rákosině (jižní břeh rybníka) na pryskyřník velký (Ranunculus lingua). Na rákosiny navazující luční porosty byly v minulosti dosti intenzivně zemědělsky využívány, což s sebou přineslo ochuzení jejich druhové skladby. Dosti hojně se v nich dosud vyskytuje starček bludný (Senecio erraticus), česnek hranatý (Allium angulosum), žluťucha lesklá (Thalictrum lucidum), bahnička jednoplevá (Eleocharis uniglumis) či štírovník tenkolistý (Lotus tenuis). Výskyt omezený především na polohy jež unikly hnojení kejdou (místními rolníky velmi oblíbenému způsobu zušlechťování luk) dnes mají citlivé druhy jako pěchava slatinná (Sesleria uliginosa), prstnatec pleťový (Dactylorhiza incarnata), ožanka čpavá (Teucrium scordium), violka nízká (Viola pumila), hadilka obecná (Ophioglossum vulgatum) nebo bařička bahenní (Triglochin palustris).
Zvláštní zmínku zaslouží skupina bahenních pampelišek (Taraxacum sect. Palustria); těch bylo na zdejších loukách nalezeno devět druhů, v Česku vesměs silně, či kriticky ohrožených. Je ovšem otázkou, kolik z nich zde přežívá dodnes.

### Zvířena

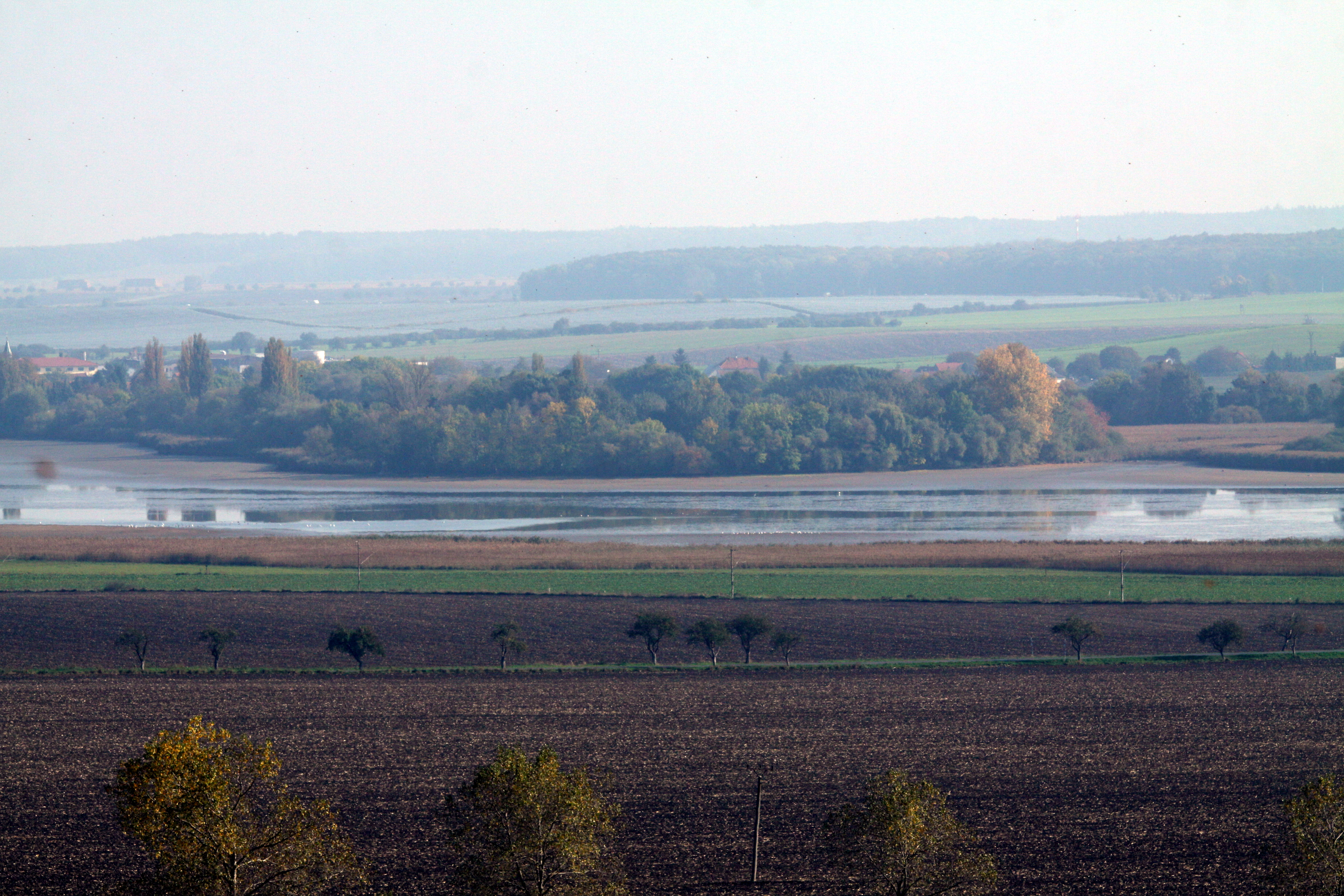
Žehuňský rybník z přírodní památky Báň

Jedná se o významné stanoviště vodních a na vodní ekosystémy vázaných ptáků. Území NPP je součástí ptačí oblasti Žehuňský rybník a obora. Území je významné jako hnízdiště 145 ptačích druhů, je důležité pro tah vodních ptáků a dravců. Bylo zde zaznamenáno více než 260 druhů ptáků. Z ohrožených a vzácnějších druhů ptáků na rybníku a blízkém okolí hnízdí např. bukač velký (Botaurus stellaris), bukáček malý (Ixobrychus minutus), lžičák pestrý (Anas clypeata), husa velká (Anser anser), moták lužní (Circus pygargus), chřástal kropenatý (Porzana porzana), chřástal malý (Porzana parva), linduška luční (Anthus pratensis), konipas luční (Motacilla flava), slavík modráček středoevropský (Luscinia svecica cyanecula), cvrčilka slavíková (Locustella lucinioides), rákosník velký (Acrocephalus arundinaceus), sýkořice vousatá (Panurus biarmicus) či strnad luční (Emberiza calandra). Na oboře a stepních stráních pak hnízdí např. včelojed lesní (Pernis apivorus), orel mořský (Haliaetus albicilla), strakapoud prostřední (Dendrocopos medius), krutihlav obecný (Jynx torquilla), lejsek bělokrký (Ficedula albicollis), ťuhýk šedý (Lanius excubitor) a pěnice vlašská (Sylvia nisoria).
Vzácně lze pozorovat i strnada zahradního (Emberiza hortulana). Na průtahu a při zimování je rybník významný především pro populace kormorána velkého (Phalacrocorax carbo), husy polní (Anser fabalis), husy běločelé (Anser albifrons), čírky obecné (Anas crecca), ostralky štíhlé (Anas acuta), morčáka velkého (Mergus merganser), orla mořského (Haliaetus albicilla) a racka bělohlavého (Larus cachinnans). Významným fenoménem jsou rovněž velká a početná nocoviště vlaštovky obecné (Hirundo rustica), břehule říční (Riparia riparia) a špačka obecného (Sturnus vulgaris) v rákosinách, kdy největší hejna dosahují i více než 100 000 kusů.
Na rybníce pravidelně v srpnu po dobu sedmi dnů probíhá ornitologická kroužkovací akce Acrocephalus (jméno podle rákosníka rodu Acrocephalus). V letech 1990–2010 bylo v rámci ní chyceno 22 993 ptáků 84 druhů.
V chráněném území bylo nalezeno 34 druhů vodních měkkýšů: 23 druhů plžů a jedenáct druhů mlžů. To představuje 44 % všech druhů vodních měkkýšů Česka a NPR Žehuňský rybník je tak malakologicky významná lokalita v širší oblasti Polabí.

## Galerie

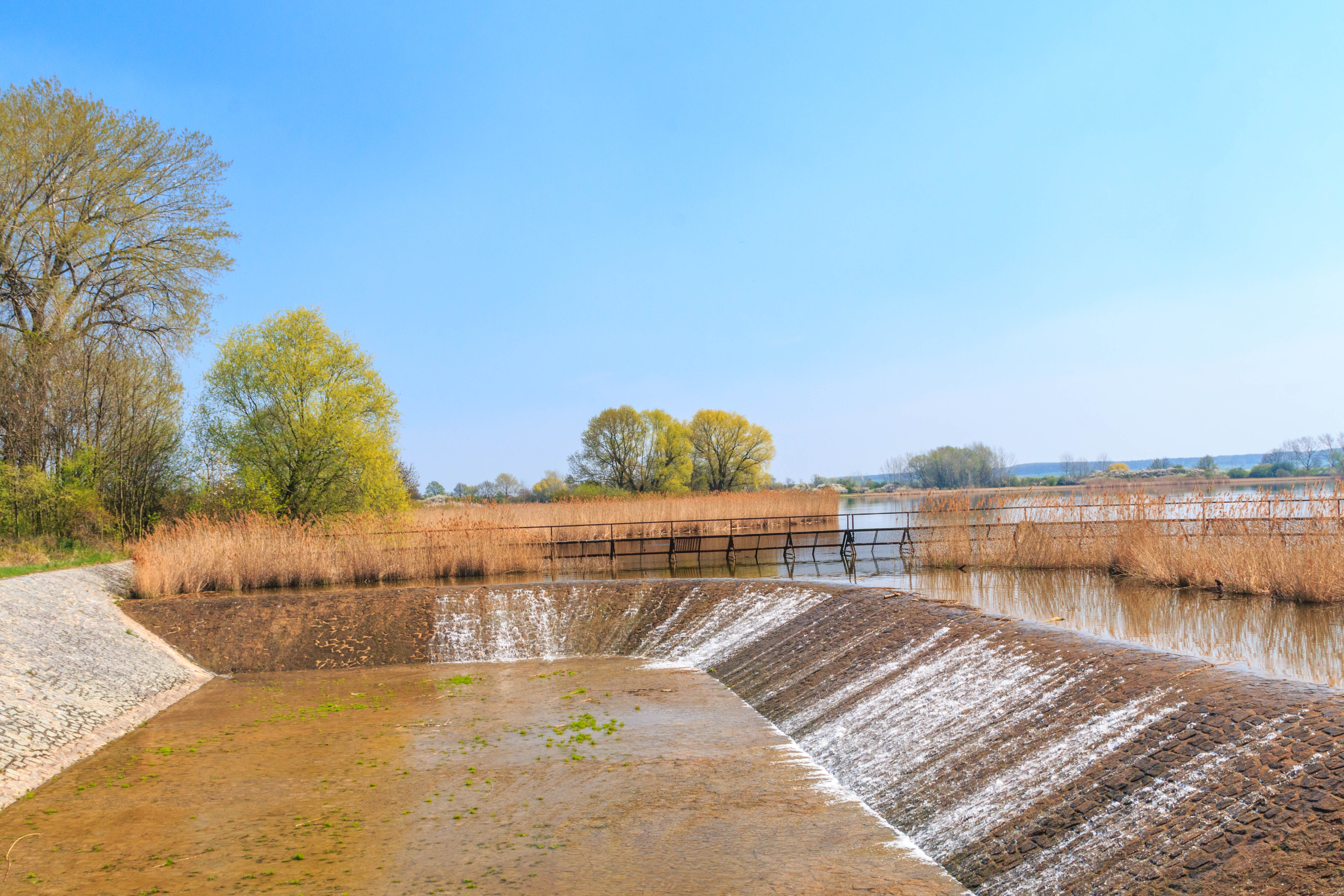
Bezpečnostní přeliv
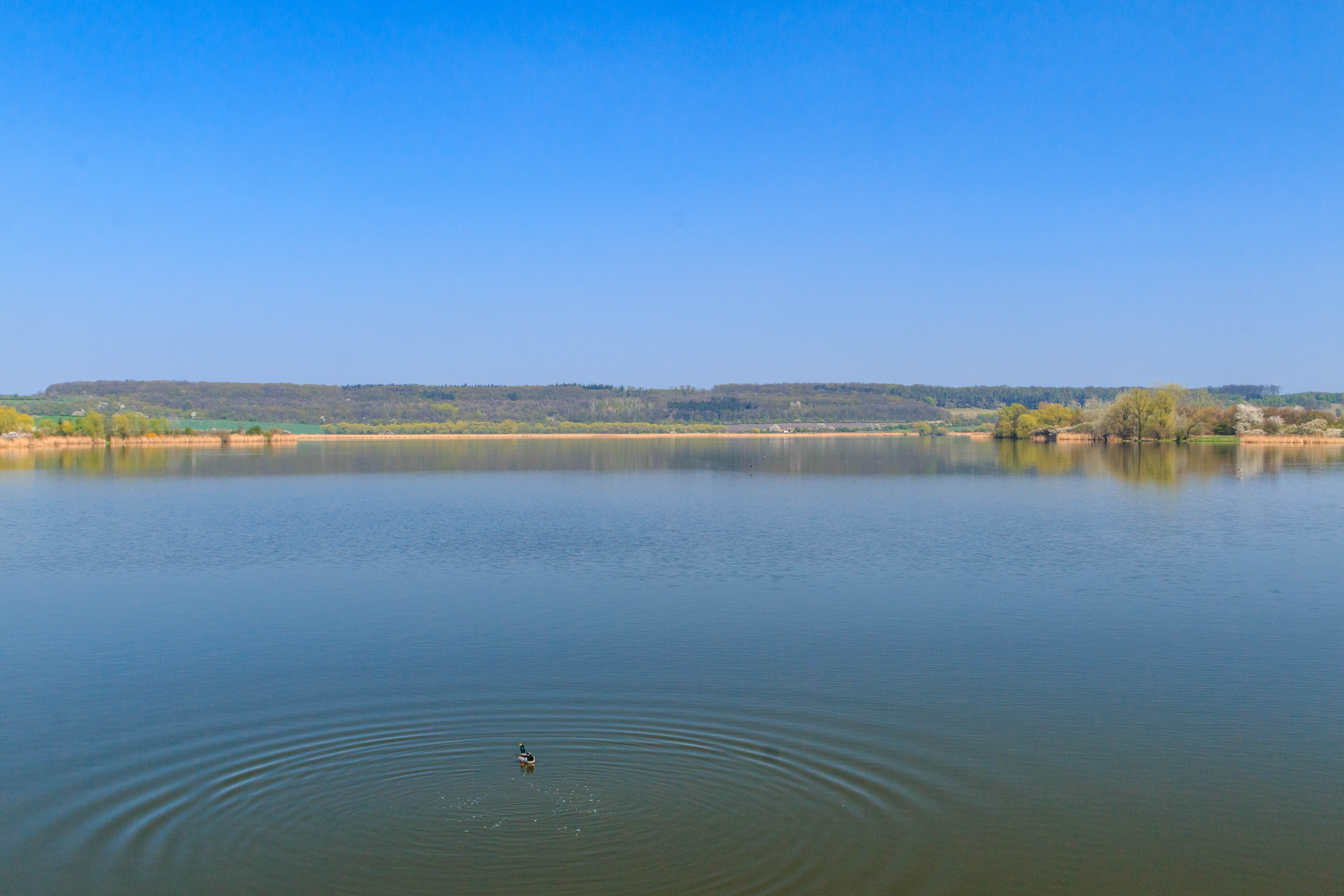
Žehuňský rybník
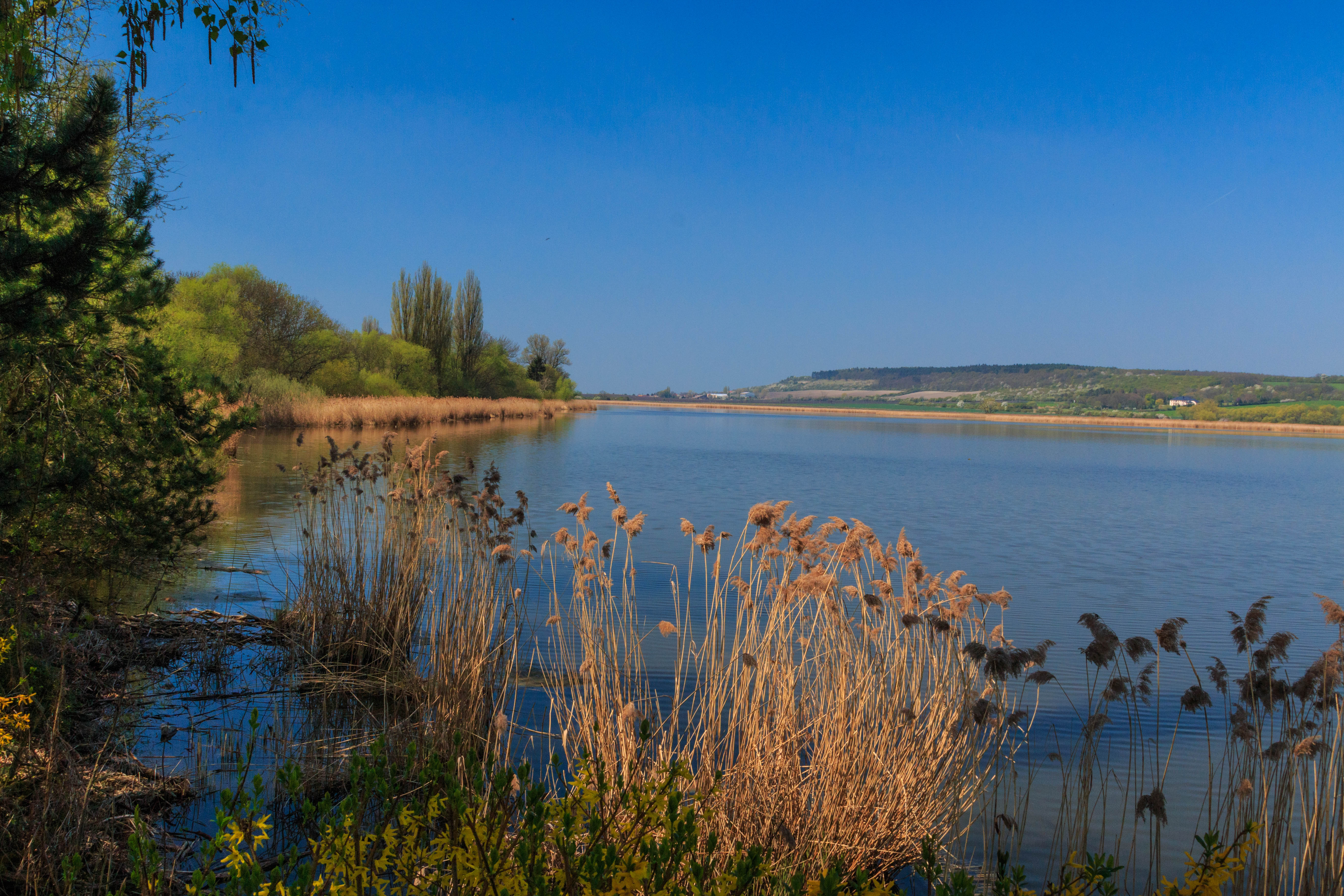
Žehuňský rybník